# Lina Khan
Lina M. Khan (geboren op 3 maart 1989 in Londen) is een Amerikaans jurist, gespecialiseerd in antitrust- en mededingingsrecht in de Verenigde Staten. Zij was van juni 2021 tot september 2024 voorzitter van de Federal Trade Commission , en is assistent-hoogleraar rechten op de Columbia Law School van de Columbia-universiteit.

## Jeugd en Studiejaren
Khan werd geboren in Londen op 3 maart 1989, uit Pakistaanse ouders. Ze verhuisde met hen naar de Verenigde Staten toen ze 11 jaar oud was. In 2010 studeerde ze af aan Williams College, waar ze haar scriptie schreef over Hannah Arendt. Zij was ook hoofdredacteur van de studentenkrant in Williams.
Na haar studie ging ze werken bij de New America Foundation, waar ze anti-monopolieonderzoek deed en schreef voor het Open Markets Program. Ze behaalde in 2017 een doctoraat in de rechten aan de Yale Law School, waar ze de inzendingen coördineerde voor het Yale Journal on Regulation.

## Loopbaan
Nog tijdens haar studie aan de Yale-universiteit kreeg ze in 2017 grote bekendheid met Amazon's Antitrust Paradox, een artikel in het Yale Law Journal dat ophef maakte in Amerikaanse juridische en zakelijke kringen. The New York Times noemde het “een re-framing van decennia van monopoliewetgeving”. In het artikel betoogde Khan dat de bestaande Amerikaanse antitrustwetgeving, die vooral gericht is op het verlagen van de consumentenprijzen, geen rekening houdt met concurrentieverstorende effecten van op platforms gebaseerde bedrijfsmodellen zoals dat van Amazon. Zij stelde alternatieven voor, meer bepaald "het herstellen van traditionele antitrust- en concurrentieprincipes of het verplichten van het common carrier-principe. Haar stellingen lokten controverse uit in academische kringen.
In 2018 deed zij haar intrede in de federale regeringsadministratie, als juridisch adviseur bij de Federal Trade Commission, en in 2019 als adviseur voor de antitrust-subcommissie van het Huis van Afgevaardigden, waar ze het onderzoek naar de digitale markten leidde. Op 22 maart 2021 kondigde president Joe Biden aan haar voor te dragen als commissaris van de Federal Trade Commission. Op 15 juni 2021 werd haar aanstelling door de Senaat bevestigd, waarop President Biden haar benoemde tot voorzitter van de FTC.
In 2019 noemde de Financial Times haar “publieke vijand nummer één voor de technologietitanen (of misschien nummer twee, net achter EU-commissaris voor mededinging Margrethe Vestager)".